# Nuoto ai campionati mondiali di nuoto 2023 - 200 metri dorso femminili
La gara degli 200 metri dorso femminili dei campionati mondiali di nuoto 2023 si è svolta il 28 e 29 luglio 2023. Al mattino del 28 luglio si sono svolte le batterie e nella serata le semifinali, mentre la finale si è disputata nella serata del 29 luglio.

## Podio
| Pos.    | Atleta         | Nazione     |
| ------- | -------------- | ----------- |
| Oro     | Kaylee McKeown | Australia   |
| Argento | Regan Smith    | Stati Uniti |
| Bronzo  | Peng Xuwei     | Cina        |

## Record
Prima della manifestazione il record del mondo (RM) e il record dei campionati (RC) erano i seguenti.
|  | 2'03"14 | Kaylee McKeown | 10 marzo 2023 Sydney   |
|  | 2'03"35 | Regan Smith    | 26 luglio 2019 Gwangju |

Durante la competizione non sono stati migliorati record.

## Risultati

### Batterie
| Pos. | Batteria | Corsia | Atleta                  | Nazionalità         | Tempo        | Note |
| ---- | -------- | ------ | ----------------------- | ------------------- | ------------ | ---- |
| 1    | 4        | 4      | Regan Smith             | Stati Uniti         | 2'07"24      | Q    |
| 2    | 5        | 5      | Peng Xuwei              | Cina                | 2'08"68      | Q    |
| 3    | 5        | 2      | Laura Bernat            | Polonia             | 2'09"08      | Q    |
| 4    | 4        | 3      | Katie Shanahan          | Gran Bretagna       | 2'09"18      | Q    |
| 5    | 5        | 4      | Kaylee McKeown          | Australia           | 2'09"30      | Q    |
| 6    | 4        | 5      | Kylie Masse             | Canada              | 2'09"31      | Q    |
| 7    | 3        | 4      | Rhyan White             | Stati Uniti         | 2'09"68      | Q    |
| 8    | 4        | 2      | África Zamorano         | Spagna              | 2'09"99      | Q    |
| 9    | 3        | 3      | Eszter Szabó-Feltóthy   | Ungheria            | 2'10"38      | Q    |
| 10   | 4        | 7      | Jenna Forrester         | Australia           | 2'10"46      | Q    |
| 11   | 3        | 5      | Margherita Panziera     | Italia              | 2'10"90      | Q    |
| 12   | 3        | 8      | Gabriela Georgieva      | Bulgaria            | 2'11"22      | Q    |
| 13   | 3        | 2      | Rio Shirai              | Giappone            | 2'11"24      | Q    |
| 14   | 5        | 8      | Lee Eun-ji              | Corea del Sud       | 2'11"78      | Q    |
| 15   | 3        | 1      | Camila Rebelo           | Portogallo          | 2'11"80      | Q    |
| 16   | 5        | 6      | Katalin Burián          | Ungheria            | 2'11"94      | Q    |
| 17   | 4        | 1      | Hanane Hironaka         | Giappone            | 2'12"57      |      |
| 18   | 4        | 8      | Tatiana Salcutan        | Moldavia            | 2'12"65      |      |
| 19   | 5        | 7      | Ingrid Wilm             | Canada              | 2'12"67      |      |
| 20   | 5        | 1      | Lena Grabowski          | Austria             | 2'12"79      |      |
| 21   | 5        | 3      | Liu Yaxin               | Cina                | 2'13"42      |      |
| 22   | 3        | 6      | Adela Piskorska         | Polonia             | 2'13"74      |      |
| 23   | 4        | 0      | Chua Xiandi             | Federazione sospesa | 2'13"80      |      |
| 24   | 4        | 6      | Emma Terebo             | Francia             | 2'13"95      |      |
| 25   | 2        | 4      | Ingeborg Løyning        | Norvegia            | 2'13"97      |      |
| 26   | 5        | 0      | Athena Meneses          | Messico             | 2'15"14      |      |
| 27   | 4        | 9      | Xeniya Ignatova         | Kazakistan          | 2'16"06      |      |
| 28   | 3        | 9      | Janja Šegel             | Slovenia            | 2'17"20      |      |
| 29   | 2        | 6      | Carolina Cermelli       | Panama              | 2'18"50      |      |
| 30   | 2        | 2      | Anishta Teeluck         | Mauritius           | 2'18"63      |      |
| 31   | 2        | 1      | Andrea Becali           | Cuba                | 2'18"65      |      |
| 32   | 3        | 0      | Aleksa Gold             | Estonia             | 2'19"47      |      |
| 33   | 2        | 8      | Elizabeth Jimenez       | Rep. Dominicana     | 2'19"84      |      |
| 34   | 5        | 9      | Alexia Sotomayor        | Perù                | 2'20"78      |      |
| 35   | 2        | 7      | Danielle Titus          | Barbados            | 2'21"36      |      |
| 36   | 2        | 3      | Elisabeth Erlendsdóttir | Fær Øer             | 2'22"28      |      |
| 37   | 2        | 0      | Ganga Senavirathne      | Sri Lanka           | 2'23"36      |      |
| 38   | 1        | 3      | Vivian Xhemollari       | Albania             | 2'24"30      |      |
| 39   | 2        | 9      | Samantha van Vuure      | Curaçao             | 2'31"60      |      |
| 40   | 1        | 4      | Aynura Primova          | Turkmenistan        | 2'32"68      |      |
| 41   | 1        | 5      | Jennifer Harding-Marlin | Saint Kitts e Nevis | 2'37"83      |      |
| DNS  | 2        | 5      | Hanna Rosvall           | Svezia              | Non partita  |      |
| DSQ  | 3        | 7      | Aviv Barzelay           | Israele             | Squalificata |      |

### Semifinali
| Pos. | Batteria | Corsia | Atleta                | Nazionalità   | Tempo   | Note |
| ---- | -------- | ------ | --------------------- | ------------- | ------- | ---- |
| 1    | 1        | 4      | Peng Xuwei            | Cina          | 2'07"40 | Q    |
| 2    | 2        | 4      | Regan Smith           | Stati Uniti   | 2'07"52 | Q    |
| 3    | 2        | 3      | Kaylee McKeown        | Australia     | 2'07"89 | Q    |
| 4    | 1        | 5      | Katie Shanahan        | Gran Bretagna | 2'08"32 | Q    |
| 5    | 1        | 3      | Kylie Masse           | Canada        | 2'08"51 | Q    |
| 6    | 2        | 5      | Laura Bernat          | Polonia       | 2'08"96 | Q    |
| 7    | 2        | 6      | Rhyan White           | Stati Uniti   | 2'09"13 | Q    |
| 8    | 1        | 2      | Jenna Forrester       | Australia     | 2'09"74 | Q    |
| 9    | 2        | 2      | Eszter Szabó-Feltóthy | Ungheria      | 2'0990  |      |
| 10   | 2        | 7      | Margherita Panziera   | Italia        | 2'10"65 |      |
| 11   | 1        | 6      | África Zamorano       | Spagna        | 2'10"76 |      |
| 12   | 1        | 8      | Katalin Burián        | Ungheria      | 2'11"47 |      |
| 13   | 1        | 7      | Gabriela Georgieva    | Bulgaria      | 2'11"99 |      |
| 14   | 2        | 1      | Rio Shirai            | Giappone      | 2'12"45 |      |
| 15   | 2        | 8      | Camila Rebelo         | Portogallo    | 2'12"47 |      |
| 16   | 1        | 1      | Lee Eun-ji            | Corea del Sud | 2'13"65 |      |

### Finale
| Pos. | Corsia | Atleta          | Nazionalità   | Tempo   | Note |
| ---- | ------ | --------------- | ------------- | ------- | ---- |
|      | 3      | Kaylee McKeown  | Australia     | 2'03"85 |      |
|      | 5      | Regan Smith     | Stati Uniti   | 2'04"94 |      |
|      | 4      | Peng Xuwei      | Cina          | 2'06"74 |      |
| 4    | 6      | Katie Shanahan  | Gran Bretagna | 2'07"45 |      |
| 5    | 2      | Kylie Masse     | Canada        | 2'07"52 |      |
| 6    | 1      | Rhyan White     | Stati Uniti   | 2'08"43 |      |
| 7    | 7      | Laura Bernat    | Polonia       | 2'10"68 |      |
| 8    | 8      | Jenna Forrester | Australia     | 2'11"44 |      |